# Капитолий штата Огайо
Капитолий штата Огайо (англ. Ohio Statehouse) — административное здание в городе Колумбус, резиденция правительства американского штата Огайо.
В Капитолии заседает Генеральная ассамблея Огайо, состоящая из Палаты представителей и Сената. В нем также находятся церемониальные офисы губернатора, вице-губернатора, казначея штата, и аудитора штата. Построенный между 1839 и 1861 годами, он является одним из старейших действующих подобных зданий (капитолиев) в Соединенных Штатах.

## История и архитектура
В общей сложности в истории Огайо было четыре здания, которые использовались в качестве капитолия штата (традиционно именовались Ohio Statehouse).
В 1801 году город Чилликоте стал последней столицей Северо-Западной Территории. 1 марта 1803 года первая Генеральная Ассамблея Огайо сделала здание суда округа Росс, построенное в 1801 году, официальным Капитолием штата (the official Statehouse).
Бывшее здание суда округа Росс продолжало служить в качестве резиденции штата до 1810 года, когда столица Огайо была перенесена в Зейнсвилл. В Зейнсвилле властям штата под Капитолий было выделено отдельное здание. Когда Чилликоте снова стал столицей в 1812 году, здание суда округа Росс использовалось в качестве резиденции штата до тех пор, пока столица на постоянной основе была перемещена в Колумбус в 1816 году. Колумбус специально построили как постоянную столицу штата на восточной стороне реки Сайото, напротив Франклинтона.
Ещё когда столица штата была в Чилликоте, в Колумбусе с 1812 по 1816 годы построили новый Капитолий. Первоначально здание располагалось на Хай-стрит и Стейт-стрит и представляло собой скромное сооружение из красного кирпича. Кирпичи, использованные в этом здании, частично были сделаны из глины, взятой из индейского кургана неподалеку от этого места. Здание было открыто в 1816 году, но вскоре стало слишком маленьким для размещения различных правительственных учреждений. В то время, как и сегодня, в Огайо были губернатор и две законодательные палаты: Сенат и Палата представителей.
26 января 1838 года  правительство Огайо объявило конкурс на выбор проекта нового здания Капитолия. До завершения конкурса были выкопаны части фундамента, а краеугольный камень был заложен 4 июля 1839 года. В конечном итоге в проекте здания Капитолия было задействовано девять архитекторов. Первые три были первоначальными победителями конкурса. Однако законодатели не смогли договориться об окончательном проекте и попытались объединить три победивших проекта в один. Четвертый архитектор представил смешанный проект, но его план был отклонен как слишком дорогой. Наконец, Генри Уолтера, первоначального победителя конкурса, попросили попробовать ещё раз, и его план в конечном итоге был одобрен. Его проект представлял собой простое здание в стиле греческого возрождения, окруженное со всех сторон колоннами в дорическом стиле. У входа было крытое крыльцо. Внутри центральная ротонда была размещена между двумя лестницами, ведущими в палату Сената (с северной стороны здания) и палату Палаты представителей (с южной стороны).

## Галерея
- Внутренний вид купола
- Помещение Палаты представителей
- Помещение Сената штата
- Атриум